# تشارلز جاكوبس بيترسون
تشارلز جاكوبس بيترسون (بالإنجليزية: Charles Jacobs Peterson)‏ هو مؤرخ عسكري أمريكي، ولد في 20 يوليو 1818 في فيلادلفيا في الولايات المتحدة، وتوفي في 4 مارس 1887.